# Walaki és Buksza
Walaki és Buksza, 1987-ben az energiatakarékossági reklámkampány figurái

## Története
Az Állami Energetikai és Energiabiztonságtechnikai Felügyelet (Energiafelügyelet) főelőadója volt Balogh Éva, akit felkértek az új energiatakarékossági reklámkampány megalkotására, az új Forgó Morgó, energiatakarékosságra intő propagandaműsor elfogadtatására. Ebből született a Walaki és Buksza 1987-ben. Walaki az iskolákban is tananyag lett. Reklámokban, kiadványokban szerepelt.
Volt egy Forgó-Morgó, aki kérdezte, hogy „kinek van erre energiája?”, aztán jött Walaki,  W-vel, hogy meg tudjuk különböztetni a szót, és a Watt W-betűjéből kezdődött a neve. 
Megjelent a képernyőn Buksza, és kétségbeesve kommentálta, hogy sebesen megy ki belőle a pénz. Ekkor jön valaki, aki segít, ez Walaki. Figyelmeztet: tegyünk a fazékra fedőt, olvasszuk le rendszeresen a hűtőszekrényt, ne mosogassunk folyó vízben, és így tovább. Walaki pozitív hős. Mindent tud, mindent megold.
Mint otthon, valaki menjen el, hozza fel, csinálja meg, ő mindent megtesz. 
Walaki és Buksza különböző karakterű figurák. Két reklámfilmet is bemutattak a gyerekeknek zsűrizésre, ők sem tudtak dönteni a két figura közül, így a kissé csámpás, lúdtalpas Walaki lett az első, Buksza, az energiamegtakarító barát megmaradt másodiknak. 
Az Energiafelügyelet és a Magyar Hirdető pályázatára érkezett figurákból a véglegeset gyerekek választották ki, ezzel a jövő energiafogyasztóit megcélozva, de beszédtéma lett a családban — nemcsak „ő” hanem az is, amire biztat, pl.  Walaki mindig megjelenik, hogy leoltsa az égve maradt lámpákat, szigetelje a huzatos ajtókat, ablakokat, és így tovább — figyelmeztet, bánjunk takarékosabban az energiával a háztartásban.  
„Jöjjön Walaki, fogy az energia, jöjjön Walaki, szökik a pénz!" — éneklik a rajzfilmben is. Az Energiafelügyelet  tizenkét filmje főszerepére szerződtette, s kiírt egy pályázatot. Walakinek napja is lett, szeptember 6-a, melyre dugig megtelt a Petőfi Csarnok.
Ahhoz, hogy a népgazdaság energiaigényét gondtalanul lehessen kielégíteni, a lakosság takarékosságára is feltétlenül szükség volt, amiért az energiatakarékossági kampányt létrehozták. 
Walakivel magyar mesefilmsorozat is készült az MTV megbízásából az Aladin filmstúdióban. Írta: Usztics Mátyás, Balogh Éva. Zene: Kocsál Tibor, Szakály László. Dramaturg: Rátai János Operatőr: Balog Gábor. Rendező: Kovácsi János. Szereplők: Usztics Mátyás, Radó Denise, Hollósi Frigyes, Benedikty Marcell, Usztics Anna, Walaki hangja Rudolf Péter volt.
A film elnyerte Magyarország Közönség Díját, a New York-i Reklámfilm Fesztivál díját, a hazai szakma díját.